# Гаража
Гаража је врста затворене просторије за смештај аутомобила или других моторних возила. Може да буде у оквиру куће, зграде или као самостална грађевина. Реч гаража потиче од француске речи garage. У гаражама се може складиштити и више возила, зависно од њене величине. Неке гараже имају механизам за аутоматско отварање врата помоћу даљинског управљача.
Неке гараже имају електрични механизам за аутоматско отварање или затварање гаражних врата када власник куће притисне дугме на малом даљинском управљачу, заједно са детектором који зауставља кретање гаражних врата ако је нешто на путу да се затворе. Неке гараже имају довољно простора, чак и са аутомобилима унутра, за одлагање предмета као што су бицикли или косилица; у неким случајевима може чак бити довољно простора за радионицу или човекову пећину. Гараже које су причвршћене за кућу могу се градити од истих спољашњих материјала и кровова као и кућа. Гараже које нису повезане са кућом могу користити другачији стил изградње од куће. Често у јужним и руралним Сједињеним Државама гараже које нису причвршћене за кућу и направљене од дрвеног оквира са лименим облогама су познате као „стубна шупа“, али обично служе истој сврси као и оно што се на другим местима назива гаража. На неким местима, термин се користи као синоним за „надстрешница за аутомобиле“, иако тај термин обично описује структуру која, иако је покривена, није потпуно затворена. Надстрешница у одређеној мери штити возило од временских непогода, али не штити возило од крађе или вандализма.
Реч гаража, уведена у енглески језик 1902. године, потиче од француске речи garer, што значи склониште. До 1908. године архитекта Чарлс Харисон Таунсенд је коментарисао у часопису The Builder да „за дом аутомобила у великој мери користимо француску реч 'гаража', алтернативно са, по мом мишљењу, пожељнијим енглеским еквивалентом за 'моторна кућа'”. Данас је та реч полисемична јер се може односити на колекцију возила као и на зграду која их садржи.

## Изолација стамбене гараже
У северним климатским условима, температуре унутар неизоловане стамбене гараже могу се смањити до нивоа смрзавања током зиме. Температуре у неизолованој гаражи у умереној клими могу достићи непријатне нивое током летњих месеци. Екстремне температуре могу бити извор губитка енергије и неугодности у суседним стамбеним просторима, због преноса топлоте између гараже и тих простора. Куће са припадајућом гаражом често имају овај проблем са „интерфејсом”. Изолација спољашње стране зграде од елемената без проширења изолације на зид који одваја гаражу од куће, и/или друге зидове и кров гараже, може бити скупа грешка.

## У Аустралији
Аустралијске куће обично имају гаражу за два, један и по или два аутомобила, док неке новије куће имају троструку гаражу, са једним двоструким вратима и једним једноструким вратима. Пре 1970-их, већина њих је била одвојена од куће, обично постављена даље од куће са прилазом који је водио поред бочне стране куће, што је уобичајено за старе куће од влакнастих плоча, али није неуобичајено за раније куће од цигле. Најчешћа врата на овим гаражама била су двоја дрвена врата у стилу штале са приступним вратима стандардне величине са стране гараже или Б&Д ролнаста врата, која су описана у наставку.
Најчешћа гаражна врата до сада у Аустралији су Б&Д ролнаста врата, која постоје од 1956. године и још увек су у великој употреби данас. То су валовита флексибилна али чврста врата од челичног лима, која клизе нагоре и котрљају се око бубња постављеног изнад отвора врата на унутрашњој страни гараже. Она се испоручују са електричним ручним и даљинским управљањем (познатим као Control-a-Door), са доступним сетовима за конверзију. Закључавање се обезбеђује бравом са кључем у средини врата која помера две квадратне клизне браве у и из отвора на шинама врата, закључавајући их и откључавајући, или помоћу електромагнетне браве у аутоматском мотору.
Новије куће имају више подизних врата у америчком стилу која клизе по стази на плафону преко мотора и ланчаног погона. Од касних 1970-их већина, ако не и све гараже су припојене кући, а током 80-их постало је уобичајеније имати приступна врата кући из гараже тамо где је дизајн дозвољавао, док је то сада уобичајено. Већина старијих блокова (стамбених) у Аустралији има гараже у приземљу до којих се може доћи кроз заједнички ходник и приступна врата, која воде на заједнички прилаз. Новији сада имају подземни паркинг.
Аустралија има строге смернице приликом изградње куће, а величина гараже мора бити у складу са аустралијским стандардима. Минимална величина за једну гаражу је 3,0 m × 5,4 m (9,8 ft × 17,7 ft), а за дуплу је 5,4 m × 5,4 m (17,7 ft × 17,7 ft). Међутим, за удобно постављање два аутомобила у дуплу гаражу типично је да имају величину од 6,0 m × 6,0 m (19,7 ft × 19,7 ft).

## У Уједињеном Краљевству
Британски домови са гаражом обично имају појединачну или двоструку гаражу било уграђену у главну зграду, или одвојену у дворишту (често у залеђинској башти) или у заједничком простору.
Традиционално, гаражна врата су била дрвена, отварала су се или као двокрилна или клизала хоризонтално. Новије гараже су опремљене металним подизним вратима. Све више, у новим домовима, таква врата имају електрични погон.
Типично, мала британска појединачна гаража је величине 8 ft × 16 ft (2,4 m × 4,9 m), средња појединачна гаража је 9 ft × 18 ft (2,7 m × 5,5 m), а велика појединачна гаража је 10 ft × 20 ft (3,0 m × 6,1 m). Породичне лимузине постале су веће него што су биле у прошлости, тако да је већа величина гараже постала пожељна опција. Типичан велики породични аутомобил као што је Форд Мондео је димензија око 15 ft × 6 ft (4,6 m × 1,8 m), што значи да је чак и са већом гаражом потребно паркирати на једну страну да би могла отворити возачева врата довољно широко да се уђе или изађе из возила.
У првим данима развоја аутомобила, гаража је играла важну улогу у заштити возила од временских прилика (нарочито да би се смањила рђа). Такође је био случај да су рани моторни аутомобили лакше стартовали када су били топли, тако да је држање кола у гаражи уместо напољу олакшавало покретање мотора ујутру. Савремени моторни аутомобили су, међутим, веома добро заштићени од рђе, а савремени мотори се без тешкоћа крећу чак и у веома хладним условима.

### Рана историја
Уобичајени назив за ове објекте у првим деценијама 20. века био је моторна кућа. Многе гараже пре 1914. биле су монтажне, обично од стране компанија као што је произвођач из Норвича Boulton & Paul Ltd. Стил је обично био у складу са стилом куће и места у којој се налази, међутим, углавном су биле од дрвене конструкције и мало их је преживело.
Е. Кејнс Перчис, „почасни архитекта” онога што је требало да постане Краљевски аутомобилски клуб, урадио је много на гаражама и препоручио у The Car Illustrated 1902. године, да буду од цигле са цементним подом, јамом за преглед, добрим електричним осветљењем и системом ременица за уклањање делова аутомобила (у првим данима аутомобилизма многи власници аутомобила били су ентузијасти машинства и инжењеринга).
Архитектура гаража је игнорисана у архитектонским часописима упркос томе што су познати архитекти као што су Едвин Латјенс, Ричард Бари Паркер и Едгар Вуд дизајнирали гараже за своје богате клијенте. Чарлс Харисон Таунсенд је био један од ретких архитеката који су ставили оловку на папир (у The Builder 1908.) на ту тему и препоручили да зидови буду од глазиране цигле ради лакшег прања, а ваздушне решетке да буду ниске (паре бензина су теже од ваздуха), а одводи полуотворени да би се избегло накупљање гасова.
До 1910. валовито гвожђе и азбест су коришћени уместо дрвета и гараже су постале мање импозантне. Од 1912. године спекулативно грађене куће у Лондону су се градиле са моторним кућама.

## У Северној Америци
Многа гаражна врата се отварају према горе помоћу електричног ланчаног погона, који се често може аутоматски контролисати из унутрашњости возила помоћу малог радио предајника. Гараже су прилазом повезане са најближом саобраћајницом. Унутрашњи простор за један или два аутомобила је нормалан, а гараже изграђене после 1950. године обично имају врата која директно повезују гаражу са унутрашњошћу куће („припојена гаража“). Раније гараже су често биле одвојене и лоциране у задњем дворишту куће, до којих се долазило преко дугачког прилаза или из залеђинске уличице.
У прошлости су гараже често биле зграде одвојене од куће („засебна гаража“). Повремено би се градила гаража са станом изнад ње, која би се могла издавати. Како су аутомобили постали популарнији, концепт припајања гараже директно на кућу прерастао је у уобичајену праксу. Док особа са засебном гаражом мора ходати напољу у свим временским условима, особа са припојеном гаражом има много краћи ход унутар зграде.
Отприлике почетком 21. века, компаније су почеле да нуде „преносне гараже“ у Сједињеним Државама. Обично су ове гараже направљене од метала, дрвета или винила и не повезују се са кућом или другом структуром, слично као гараже изграђене пре 1950. Ове преносиве гараже обично имају снажно ојачан под за држање тешког возила. Гараже се такође производе као гараже од композитних тканина са металним оквирима који су лагани и преносиви у поређењу са традиционалним конструкцијама од цигле и малтера или металним гаражним конструкцијама.
Током протеклих петнаест година, преносива гаража је даље еволуирала у модуларну гаражу или делимично монтажну структуру. Модуларна гаража долази из фабрике која саставља гаражу у два дела и комбинује два дела на локацији. Делимично монтажне гараже су често веће и могу чак укључивати тавански простор или други спрат. Делови гараже се унапред склапају и потом постављају на лицу места током неколико дана. Амиши су постали популарни градитељи преносивих, модуларних и делимично монтажних гаража.

## Значајне гараже
Прве планиране приватне гараже појавиле су се много пре 1900. Рани примери планираних јавних гаража појавили су се у исто време. Прва забележена јавна паркинг гаража у САД (Гаража компаније за електрична возила, Чикаго) изграђена је 1898. године, у Великој Британији (Гаража Кристална палата, Лондон) 1900. и у Немачкој (Großgarage der Automüller G.m.b.H., Берлин-Вилмерсдорф) 1901. године.
Вероватно најстарија постојећа гаража у Уједињеном Краљевству налази се у Саутпорту у Ланкаширу. Она је била прва моторна кућа или гаража која је приказана у енглеском аутомобилистичком часопису и била је у The Autocar од 7. октобра 1899. Била је у власништву др В.В. Барата, локалног лекара и пионира аутомобилизма и специјално дизајнирана за његову кућу у 29 Парк Кресент Хескет Парк. Двоспратна зграда која је одговарала стилу куће; приземна гаража има бетонски под, грејање, електричну расвету, јаму за моторе и потпуно је опремљена. Моторна кућа је сада у стамбеној употреби.
Једна од најстаријих преживелих приватних гаража у Немачкој данас је 1903. завршена Аутомобил-Ремисе (кућа за аутомобилске кочије) Вила Еш Хенрија ван де Велда у Кемницу. Карл Бенц, изумитељ аутомобила, 1910. године је изградио себи кулу, на спрату просторију за учење, у приземљу паркинг за аутомобиле. Још увек постоји у Ладенбургу у Немачкој.

## Галерија значајних гаража
- Гаража у Сијетлу
- 1919
- 1938
- Гаража Хотела Брион (1904)
- Гараже у Нижњем Новгороду